# Gulgumpad trupial
Gulgumpad trupial (Pseudoleistes guirahuro) är en fågel i familjen trupialer inom ordningen tättingar.

## Utseende och läte
Gulgumpad trupial är en stor trupial med en lång och tunn näbb. Fjäderdräkten är mestadels mörkbrun med gul buk och övergump och gula skuldror. Könen är lika, men ungfågeln är generellt bruna. Lätet är nasalt och strävt.

## Utbredning och systematik
Fågeln förekommer i östra Paraguay, södra Brasilien, Uruguay och norra Argentina. Den behandlas som monotypisk, det vill säga att den inte delas in i några underarter.

## Levnadssätt
Gulgumpad trupial hittas i våtmarksområden. Den kan ses i stora grupper med upp till 50 individer, ibland med andra trupialer. 

## Status
Arten har ett stort utbredningsområde och beståndet anses vara stabilt. Internationella naturvårdsunionen IUCN listar den därför som livskraftig (LC).